# Посета малој планети
„Посета малој планети” је југословенски ТВ филм из 1967. године. Режирао га је Сава Мрмак а сценарио је написао Горе Видал

## Улоге
| Глумац                | Улога                  |
| --------------------- | ---------------------- |
| Мирослав Бијелић      |                        |
| Павле Богатинчевић    |                        |
| Милутин Бутковић      |                        |
| Татјана Лукјанова     |                        |
| Слободан Цица Перовић | (као Слободан Перовић) |
| Предраг Тасовац       |                        |